# George Walker Bush Motorway
De George Walker Bush Motorway (letterlijk: George Walker Bush-autosnelweg) is een autosnelweg in Ghana die ringweg van de hoofdstad Accra vormt. De autosnelweg is 14 kilometer lang en onderdeel van de kustroute N1. Hij is genoemd naar de Amerikaanse president George W. Bush. 
De weg begint in Mallam, een voorstad van Accra. Vanaf hier gaat de N1 vanuit Cape Coast en Winneba over in de autosnelweg. Daarna loopt de snelweg door de noordelijke voorsteden van de hoofdstad naar de aansluiting van de N6 richting Nsawam en Kumasi. Uiteindelijk eindigt de weg bij het knooppunt Tetteh Quarshie in Accra, waar de weg aansluit op de Accra - Tema Motorway (N1) naar Tema en de N4 naar Koforidua. 

## Geschiedenis
De aanleg van de George Walker Bush Motorway begon in 2005 met de opening van het knooppunt Tetteh Quarshie. In 2010 begon de aanleg van de weg zelf en op 15 februari 2012 werd de weg geopend. Het project werd gefinancierd door de Millennium Challenge Corporation, een Amerikaanse organisatie voor hulp aan het buitenland. 